# Binges
Binges és un municipi francès, situat al departament de la Costa d'Or i a la regió de Borgonya - Franc Comtat. L'any 2007 tenia 618 habitants.

## Demografia

### Població
El 2007 la població de fet de Binges era de 618 persones. Hi havia 250 famílies, de les quals 56 eren unipersonals (20 homes vivint sols i 36 dones vivint soles), 93 parelles sense fills, 89 parelles amb fills i 12 famílies monoparentals amb fills.
La població ha evolucionat segons el següent gràfic:
Habitants censats

### Habitatges
El 2007 hi havia 268 habitatges, 251 eren l'habitatge principal de la família, 3 eren segones residències i 14 estaven desocupats. 263 eren cases i 4 eren apartaments. Dels 251 habitatges principals, 215 estaven ocupats pels seus propietaris, 29 estaven llogats i ocupats pels llogaters i 6 estaven cedits a títol gratuït; 7 tenien dues cambres, 30 en tenien tres, 54 en tenien quatre i 159 en tenien cinc o més. 220 habitatges disposaven pel capbaix d'una plaça de pàrquing. A 90 habitatges hi havia un automòbil i a 144 n'hi havia dos o més.

### Piràmide de població
La piràmide de població per edats i sexe el 2009 era:
| Homes | Edats   | Dones |
| ----- | ------- | ----- |
| 0     | 95 o +  | 0     |
| 0     | 90 a 94 | 0     |
| 4     | 85 a 89 | 4     |
| 4     | 80 a 84 | 12    |
| 12    | 75 a 79 | 4     |
| 16    | 70 a 74 | 8     |
| 8     | 65 a 69 | 24    |
| 12    | 60 a 64 | 8     |
| 20    | 55 a 59 | 16    |
| 32    | 50 a 54 | 28    |
| 24    | 45 a 49 | 20    |
| 24    | 40 a 44 | 28    |
| 36    | 35 a 39 | 24    |
| 4     | 30 a 34 | 20    |
| 16    | 25 a 29 | 12    |
| 20    | 20 a 24 | 12    |
| 28    | 15 a 19 | 28    |
| 16    | 10 a 14 | 36    |
| 4     | 5 a 9   | 16    |
| 12    | 0 a 4   | 16    |

## Economia
El 2007 la població en edat de treballar era de 420 persones, 307 eren actives i 113 eren inactives. De les 307 persones actives 293 estaven ocupades (156 homes i 137 dones) i 14 estaven aturades (4 homes i 10 dones). De les 113 persones inactives 45 estaven jubilades, 48 estaven estudiant i 20 estaven classificades com a «altres inactius».

### Ingressos
El 2009 a Binges hi havia 257 unitats fiscals que integraven 649 persones, la mediana anual d'ingressos fiscals per persona era de 21.681 €.

### Activitats econòmiques
Dels 27 establiments que hi havia el 2007, 1 era d'una empresa alimentària, 2 d'empreses de fabricació d'altres productes industrials, 8 d'empreses de construcció, 3 d'empreses de comerç i reparació d'automòbils, 1 d'una empresa de transport, 2 d'empreses d'hostatgeria i restauració, 3 d'empreses financeres, 1 d'una empresa immobiliària, 4 d'empreses de serveis i 2 d'empreses classificades com a «altres activitats de serveis».
Dels 8 establiments de servei als particulars que hi havia el 2009, 2 eren paletes, 2 fusteries, 1 lampisteria, 1 electricista, 1 restaurant i 1 agència immobiliària.
Dels 2 establiments comercials que hi havia el 2009, 1 era una botiga de menys de 120 m² i 1 un drogueria.
L'any 2000 a Binges hi havia 14 explotacions agrícoles que ocupaven un total de 1.144 hectàrees.

## Equipaments sanitaris i escolars
El 2009 hi havia una escola elemental integrada dins d'un grup escolar amb les comunes properes formant una escola dispersa.

## Poblacions més properes
El següent diagrama mostra les poblacions més properes.